# Religion in Geschichte und Gegenwart
La série d'encyclopédies Religion in Geschichte und Gegenwart (en abrégé RGG ; dans les trois premières éditions encore "Die Religion...") est un dictionnaire manuel de théologie et d'études religieuses. Le contenu du RGG se concentre sur le christianisme (protestant). De plus, de nombreux sujets d'autres religions ainsi que de la philosophie, de l'éthique, des sciences politiques, de l'économie, de la psychologie, de la sociologie, de la littérature et d'autres domaines connexes sont également traités. En bref, des articles riches en contenu, des personnes, des termes, des lieux, des événements, des institutions et bien plus encore sont expliqués sous différents angles. Une théologie de caractère libéral prédomine.

## Historique des éditions

### 1reédition
La 1re édition est éditée par Friedrich Michael Schiele (de) et Leopold Zscharnack (de). Il est publié de 1909 à 1913 par JCB Mohr (Paul Siebeck) à Tübingen et présente un résumé des recherches en théologie jusqu'au XIXe siècle et un regard au-delà du canon traditionnel des sujets. Il trouve son origine dans les livrets pour la religion dans l'histoire et le présent de l'école libérale d'histoire religieuse au sein de la théologie et reste un exemple très apprécié d'une position souveraine de la théologie au sein de la science.
Années de publication des volumes individuels :
Tome 1 : A à Deutschland. 1909
Tome 2 : Deutschmann à Hesse. 1910
Tome 3 : Hesshus à Lytton. 1912
Tome 4 : Maassen à Rogge. 1913
Tome 5 : Roh à Zypressen. 1913

### 2eédition

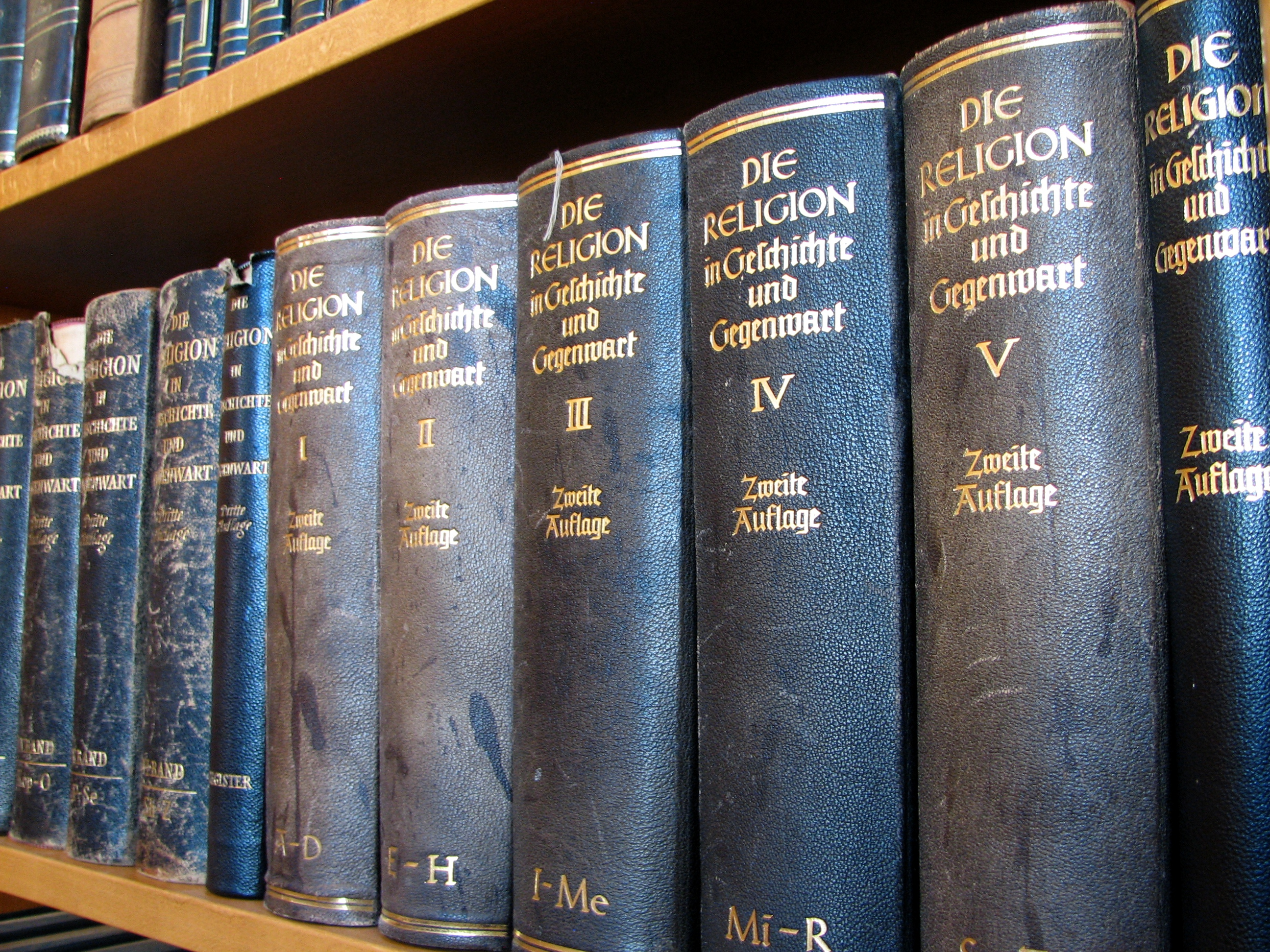
RGG, 2e édition au premier plan; laissé quelques tomes de la 3e édition

La 2e édition est apparue de 1927 à 1931 et est éditée par Hermann Gunkel et Leopold Zscharnack. C'est une réécriture complète. Une plus grande connexion entre « religion et culture » et une présentation plus intensive des religions non chrétiennes sont incluses. Le changement de situation de la théologie après la Première Guerre mondiale se reflète également dans les articles individuels.
Religion d'hier et d'aujourd'hui : Dictionnaire manuel pour la théologie et les études religieuses / édité par Hermann Gunkel et Leopold Zscharnack. 2e, complètement retravaillé. édition Tübingen : Mohr
Tome 1 : AD. 1927 XI p., 2052 coul.
Tome 2 : E-H. 1928 VIII p., 2068 coul.
Tome 3 : Je-Moi. 1929 XI, 40 p., 2176 coul.
Tome 4 : Mi–R. 1930 VIII p., 2184 coul.
Tome 5 : S–Z. 1931 XII p., 2158 coul.
Tome 6 : Volume d'index / édité par Oskar Rühle. 1932 VI p., 896 coul.

### 3eédition
La 3e édition est publiée par Kurt Galling (de) et paraît de 1957 à 1965. Semblable à l'édition précédente, le RGG brosse un tableau de la situation théologique. La nouvelle réflexion après la fin de la Seconde Guerre mondiale, le traitement de ce qui s'est passé et un œcuménisme croissant sont inclus dans l'édition.
Années de publication des volumes individuels :
Tome 1 (CA) 1957
Tome 2 (D–G) 1958
Tome 3 (H-Kon) 1959
Tome 4 (Kop-O) 1960
Tome 5 (P-Se) 1961
Tome 6 (Sh-Z) 1962
Le 3e édition est également disponible sous forme numérique en tant que volume 12 de la bibliothèque numérique.

### 4eédition

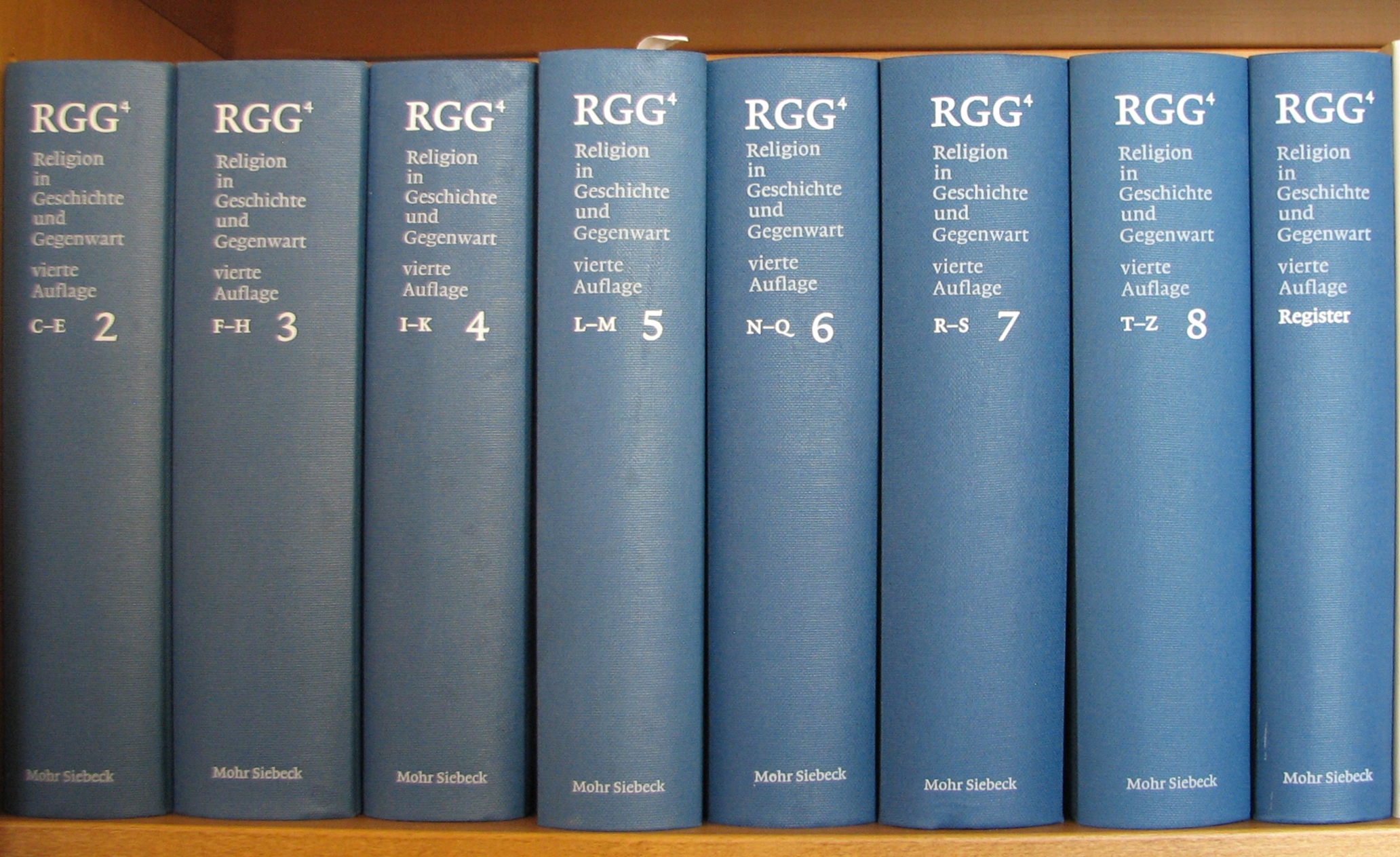
RGG, 4e édition

Le 4e édition est éditée par Hans Dieter Betz, Don S. Browning, Bernd Janowski (de) et Eberhard Jüngel et est publiée de 1998 à 2005. Il comprend huit volumes.
Années de publication des volumes individuels :
Tome 1 (AB) 1998
Volume 2 (C-E) 1999
Tome 3 (F–H) 2000
Tome 4 (I-K) 2001
Tome 5 (L-M) 2002
Tome 6 (N-Q) 2003
Tome 7 (R–S) 2004
Tome 8 (T-Z) 2005
Registre 2007
Dans cette édition entièrement revue, près de 4 000 auteurs de 74 pays présentent l'état des connaissances, les problèmes méthodologiques et les futurs champs de recherche dans 15 665 articles et sous-articles. Les auteurs ne sont pas tous issus d'un milieu théologique ou religieux-scientifique. L'ancien président du SPD, Kurt Beck, est notamment représenté avec un article sur la politique des médias. Une liste d'abréviations est publiée en plus de l'édition allemande. En 2008, une édition d'étude de poche intégrale et à prix réduit est publiée par UTB (de). En 2020, une nouvelle édition à prix très réduit est publiée sous forme de réimpression inchangée par la Wissenschaftliche Buchgesellschaft (de) Darmstadt.
Cette édition est également publiée en traduction anglaise sous le titre Religion Past and Present par Brill à Leiden.

## Éditions / Informations bibliographiques
- Hans Dieter Betz u. a. (Hrsg.): Religion in Geschichte und Gegenwart. Handwörterbuch für Theologie und Religionswissenschaft. 8 Bände und ein Registerband. Mohr Siebeck Verlag, Tübingen 1998–2007, 4. Auflage  (ISBN 3-16-146941-0); Studienausgabe: UTB, Stuttgart 2008  (ISBN 978-3-8252-8401-5) (vergriffen); Neuausgabe (unveränd. Nachd. d. 4. Aufl.): WBG Academic, Darmstadt 2020  (ISBN 978-3-534-27244-0).
- Redaktion der RGG4 (Hrsg.): Abkürzungen Theologie und Religionswissenschaft nach RGG4, Tübingen 2007  (ISBN 978-3825228682) (UTB 2868).